# Ділянка дубового лісу (Ківерцівський район)
Ділянка дубового лісу — ботанічна пам'ятка природи місцевого значення. Об'єкт розташований на території Ківерцівського району Волинської області, ДП «Цумансьське ЛГ».
Площа — 14,0000 га, статус отриманий у 1992 році.